# Kisida Fumio
Kisida Fumio (岸田文雄; Hepburn: Kishida Fumio; Tokió, 1957. július 29. –) japán politikus és parlamenti képviselő, a Liberális Demokrata Párt elnöke, 2021 és 2024 között Japán miniszterelnöke. 2012 és 2017 között Japán külügyminisztere.

## Fiatalkora
Politikus családba született 1957. július 29-én Tokió Sibuja negyedében. Nagyapja és apja politikusok és alsóházi képviselők voltak, távoli rokona volt Mijazava Kiicsi miniszterelnök is. Az általános iskolát New York Queens negyedében végezte, mivel édesapja ott dolgozott kiküldetésen. 1982-ban a Vaszeda Tudományegyetemen végzett jogi diplomával.

## Politikai pályafutása
2012 és 2017 között Japán külügyminisztere volt. Hivatali idejére esett Barack Obama amerikai elnök látogatása, és a második világháború során a Japán Birodalmi Hadsereg által prostitúcióra kényszerített dél-koreai nők ügyét érintő kártérítési megállapodás megkötése Dél-Koreával.